# Kermánsáh
Kermánsáh (perzsául: کرمانشاه ), korábban Báhtarán, város Irán nyugati részén, Kermánsáh tartomány székhelye. Lakosainak száma 851 000 fő volt 2011-ben. Lakosainak nagy része kurd.
Ipari és kereskedelmi központ. Iparágai közül kiemelkedik a kőolaj-finomítás, textilgyártás, élelmiszer-feldolgozás, szőnyegkészítés, cukorfinomítás és a gépgyártás. A környék gabonatermelő vidékének központja. Több egyeteme van.
Az innen 35 km-re keletre levő behisztuni felirat (Dareiosz perzsa király tetteit megörökítő sziklafelirat és relief) a kulturális világörökség része.

## Története
Az ásatások arra vallanak, hogy a város környéke már az újkőkorszakban lakott volt. Magát a várost IV. Bahrám szászánida király a székvárosaként alapította meg a 4. században. A szeldzsukok alatt Lurisztán tartomány székhelye lett. A 13. században a mongolok dúlták fel. Ezután hosszú ideig kemény harc folyt itt a törökök és a perzsák között. Évszázadokon át a kurdok fészke volt. 1917-ben csatolták Iránhoz.

## Galéria

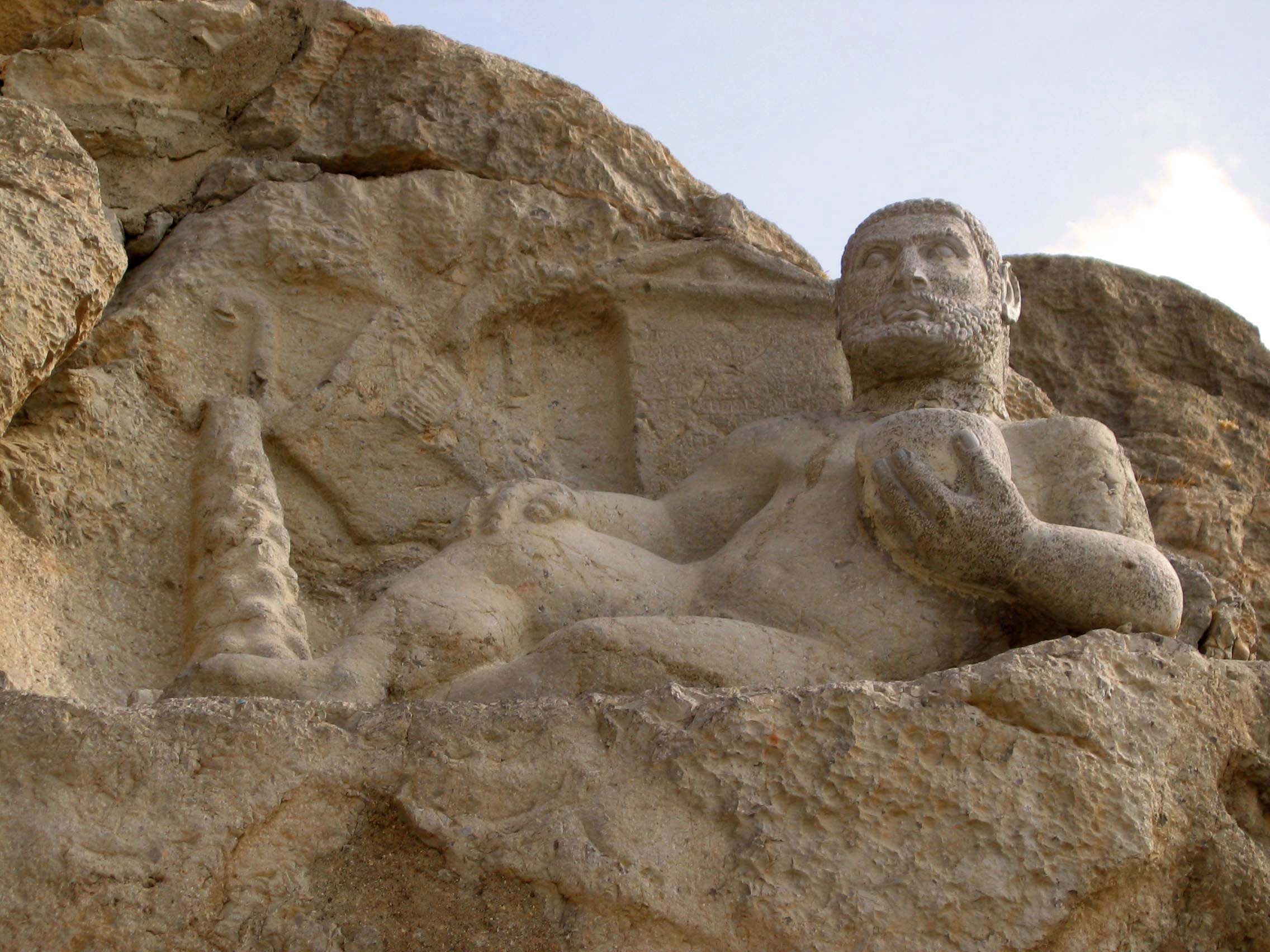
Verethragna Herculesként ábrázolva. Kr. e. 153-ból
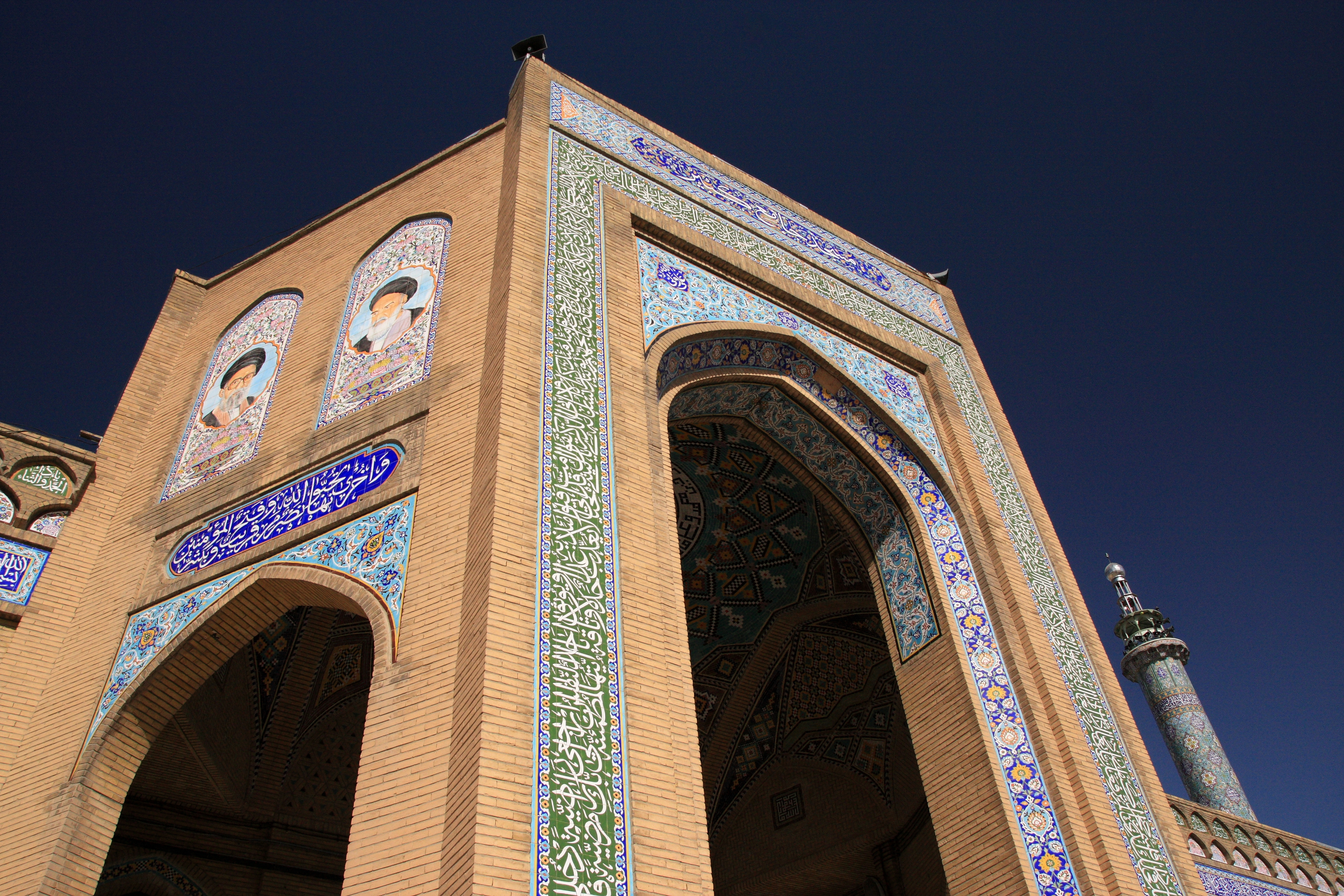
Dzsameh mecset
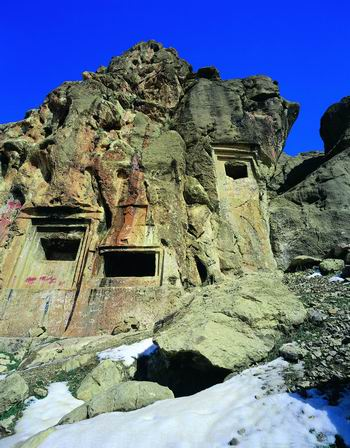
Sakavandi sziklasírok (méd, óperzsa, szeleukida)

## Fordítás
- Ez a szócikk részben vagy egészben  a   Kermanshah című angol Wikipédia-szócikk fordításán alapul.  Az eredeti cikk szerkesztőit annak laptörténete sorolja fel. Ez a jelzés csupán a megfogalmazás eredetét és a szerzői jogokat jelzi, nem szolgál a cikkben szereplő információk forrásmegjelöléseként.
- Ez a szócikk részben vagy egészben  a   Kermānschāh (Stadt) című német Wikipédia-szócikk fordításán alapul.  Az eredeti cikk szerkesztőit annak laptörténete sorolja fel. Ez a jelzés csupán a megfogalmazás eredetét és a szerzői jogokat jelzi, nem szolgál a cikkben szereplő információk forrásmegjelöléseként.